# De que te quiero, te quiero
De que te quiero, te quiero (estilizado como De Q Te quiero, Te quiero) es una telenovela mexicana producida por Lucero Suárez para Televisa. Es una adaptación de la telenovela venezolana Carita pintada, escrita por Valentina Párraga.
Protagonizada por Livia Brito y Juan Diego Covarrubias interpretando un doble papel (protagonista y villano), con las participaciones antagónicas de Aarón Hernán, Esmeralda Pimentel y Fabiola Guajardo. Cuenta además con las actuaciones estelares de Cynthia Klitbo, Marcelo Córdoba, Marisol del Olmo, Carlos Ferro y Gerardo Murguía. Con las participaciones de los primeros actores Silvia Mariscal y Hugo Macías Macotela.

## Argumento
Natalia y Diego se conocen en Túxpan, (Veracruz), y el amor entre los dos surge desde el primer instante que se ven. Diego es un guapo joven empresario, noble y de buenos sentimientos, que vive en la Ciudad de México, es vicepresidente de Industrias Caprico y nieto del poderoso don Vicente Cáceres, un hombre amargado, soberbio y controlador. Natalia es una preciosa jovencita muy sencilla y de una humilde familia, es recadera de comida rápida y es elegida como la reina del pueblo de los pescadores. Pero ella desconoce que Diego tiene un hermano gemelo: Rodrigo, un joven seductor, de malos sentimientos y todo lo que brilla no es oro sin escrúpulos. En la noche de la coronación, Rodrigo intenta violar a Natalia haciéndose pasar por Diego, pero aparece Andrés (quien siempre ha estado enamorado de Natalia), la defiende y Rodrigo cae pegándose en la cabeza y queda en estado de coma.
Cuando la joven le cuenta a su madre, Carmen, lo sucedido, teme que Rodrigo vaya a denunciarla, de modo que la familia García se muda a la Ciudad de México con la excusa de "probar suerte en el trabajo" e inaugura una pequeña fonda. Además, en México viven algunas personas conocidas de Natalia: su madrina Luz, el padre Juancho y Eleazar, amigo de la infancia de su madre e hijo de su madrina.
A la Ciudad de México regresa Irene, hija de Vicente y tía de Diego y Rodrigo. Irene es una mujer depresiva y marcada por el destino: Cuando era muy joven quedó embarazada de Tadeo; al enterarse su padre, le quitó a su hija, le hizo creer que murió y a ella la mandó a vivir al extranjero. Irene se refugia en el alcohol y hace pasar malos ratos a su padre para demostrarle su odio.
Poco después, Natalia vuelve a reencontrarse con Diego. En un principio, ella huye de él pues este la persigue buscando una explicación, ya que nunca supo que ella y su gemelo tuvieron un desagradable encuentro. Cuando logran aclarar las cosas, los dos no pueden reiniciar su amor, porque Diego ahora está casado con Diana. Su relación no solo se verá obstaculizada por los caprichos de Diana, sino por también por Don Vicente, quien desaprueba ese amor. Los dos jóvenes tendrán que luchar para poder estar juntos y quererse aún más.

## Elenco
- Livia Brito - Natalia García Pabuena / Natalia Vargas Cáceres
- Juan Diego Covarrubias - Diego Cáceres Heredia / Rodrigo Cáceres Heredia
- Cynthia Klitbo - Carmen García Pabuena
- Marcelo Córdoba - Eleazar Medina Suárez
- Aarón Hernán - Don Vicente Cáceres
- Marisol del Olmo - Irene Cáceres
- Silvia Mariscal - Luz Suárez Vda. de Medina
- Gerardo Murguía - Tadeo Vargas
- Lisardo - Roberto Esparza / Carlos Pereyra
- Esmeralda Pimentel - Diana Mendoza Grajales de Cáceres
- Carlos Ferro - Alonso Cortés
- Daniela Luján - Karina Montiel
- José Carlos Femat - Andrés Figueroa
- Polo Monárrez - Edwin Morales
- Hugo Macías Macotela - Tiburcio Chávez
- Rolando Brito - Padre Juan "Juancho" Rivera
- Alfredo Gatica - Abdul García Pabuena
- Fabiola Guajardo - Brigitte García Pabuena
- Carmen Becerra - Mireya Zamudio "La Jaiba"
- Josè Luis Moctezuma - Domingo
- Laura Carmine - Simona Verduzco
- Juan Carlos "El Borrego" Nava - "El Camarón"
- Cecilia Galliano - Jacqueline Basurto Rosales
- Fernanda Sasse - Guadalupe "Lupita" García Pabuena
- Pierre Louis - Paolo García Pabuena
- Dobrina Cristeva - Alina Grajales
- Ricardo Fastlicht - Luis "El Chato" Reynoso
- Ricardo Kleinbaum - Gino Ricci
- Eduardo Shacklett - Abdul Abdalá
- Alejandro Ibarra - Paul Champignon
- Ricardo Fernández Rue - Alberto Campos
- Eleane Puell - Mara Esparza
- Miguel Martínez - Paul Champignon (joven)
- Tania Ibáñez - Ángela
- Paloma Jiménez -  Mali García de Pabuena
- Jesús Moré - Oliverio Santos
- Mirta Renée - Kimberly
- Raquel Morell - Rosa Valdéz
- Sugey Ábrego - Irma Pedroza Moncada
- Mercedes Vaughan - Rosario de Esparza
- Maricruz Nájera - Josefa
- Sofía Tejeda - Lala
- Samuel Loo - Lu Chong
- Ruth Rosas - Hilda Venegas de Chávez
- María Alicia Delgado - Lucrecia Capone / Prudencia "Jechu" Zapata
- Arleth Terán - Cunchetina Capone de Ricci
- Erik Díaz - Eleazar Medina Suárez (joven)
- Patricia Martínez - "La Generala"
- Carlos Barragán - Galindo
- Benjamín Islas - Héctor Noceda
- Jorge Ortín - Capitán
- Pietro Vannucci - Doctor Salcido
- Rosita Pelayo - Amante de Rodrigo
- José Luis Badalt - Óscar Pérez Valdés
- Lalo Palacios - Toño

## DVD
El Grupo Televisa lanza a la venta en formato DVD sus novelas.

## Premios y nominaciones
| 2014 | Premios TvyNovelas |                            |                            |          |
| 2014 | Premios TvyNovelas | Mejor telenovela           | Lucero Suárez              | Nominada |
| 2014 | Premios TvyNovelas | Telenovela multiplataforma | Telenovela multiplataforma | Nominada |
| 2014 | Premios TvyNovelas | Mejor actor protagónico    | Juan Diego Covarrubias     | Ganador  |
| 2014 | Premios TvyNovelas | Mejor villana              | Esmeralda Pimentel         | Nominada |
| 2014 | Premios TvyNovelas | Mejor actriz coestelar     | Cynthia Klitbo             | Ganadora |
| 2014 | Premios TvyNovelas | Mejor primera actriz       | Cynthia Klitbo             | Nominada |
| 2014 | Premios TvyNovelas | Mejor actor coestelar      | Aarón Hernán               | Nominado |
| 2014 | Premios TvyNovelas | Mejor actriz de reparto    | Marisol del Olmo           | Nominada |

| 2014 | Premios ACE |                            |                        |         |
| 2014 | Premios ACE | Mejor actor                | Juan Diego Covarrubias | Ganador |
| 2014 | Premios ACE | Mejor Actor Característico | Hugo Macías Macotela   | Ganador |

### Presea Luminaria de Oro 2014
- Reconocimiento por desempeño a: Ricardo Fernández Rué y Mirta Renée[6][7]

| Año  | Premio                  | Categoría            | Nominados              | Resultado |
| ---- | ----------------------- | -------------------- | ---------------------- | --------- |
| 2013 | TV Adicto Golden Awards | Revelación masculina | Juan Diego Covarrubias | Ganador   |

## Versiones
- De que te quiero, te quiero es una adaptación de la telenovela venezolana Carita pintada, realizada en 1999 por Leonor Sardi Aguilera y Armando Reverón Borges para la extinta productora Radio Caracas Televisión, y protagonizada por Catherine Correia y Simón Pestana.